# Chisocheton laosensis
Chisocheton laosensis là một loài thực vật có hoa trong họ Meliaceae. Loài này được Pellegr. mô tả khoa học đầu tiên năm 1945.